# Clarke County (Mississippi)
 For alternative betydninger, se Clarke County. (Se også artikler, som begynder med Clarke County)
Clarke County er et county i den amerikanske delstat Mississippi. Det samlede areal er 1 796 km², hvoraf 1,790 km² er land.
Administrativt centrum er Quitman.